# Vinay (Isère)
Pour les articles homonymes, voir Vinay.
Vinay est une commune française située dans le département de l'Isère, en région Auvergne-Rhône-Alpes.
La commune se situe dans la basse vallée de l'Isère, dénommée également « Pays du Sud-Grésivaudan », entre Grenoble et Valence. C'est également une des villes portes du parc naturel régional du Vercors.
La commune de Vinay est également nichée au cœur de la plus grande noyeraie d’Europe dont la production relève d'une appellation d’origine contrôlée, celle de la noix de Grenoble (obtenue en juin 1938) qui s'étend sur trois départements :l'Isère, la Savoie et la Drôme.
Vinay fut le chef-lieu de son canton jusqu'aux élections départementales de 2015, car à compter de ce scrutin, Vinay et les communes de son ancien canton ont toutes été incorporées dans le nouveau canton du Sud Grésivaudan dont le siège de chef-lieu est installé à Saint-Marcellin.
Elle fait partie de la communauté de communes de Saint-Marcellin Vercors Isère Communauté.
Ses habitants sont dénommés les vinois(es)

## Géographie

### Situation et Description

#### Situation
La commune est située à 41 km à l'ouest de Grenoble, chef-lieu du département de l'Isère, 56 km de Valence et 123 km de Lyon, siège de la région Auvergne-Rhône-Alpes.
Le territoire communal est situé sur la rive droite de l'Isère, son altitude moyenne est de 280 mètres.

#### Description
L'ancien bourg, aujourd'hui, centre du village, est blotti entre la colline du Montvinay et son château et la petite rivière du Tréry, mais aussi entre le massif du Vercors et le Plateau de Chambaran. La ville est surplombée par le Bec de Neurre qui culmine à 1 474 mètres d'altitude.

Quelques photos de Vinay
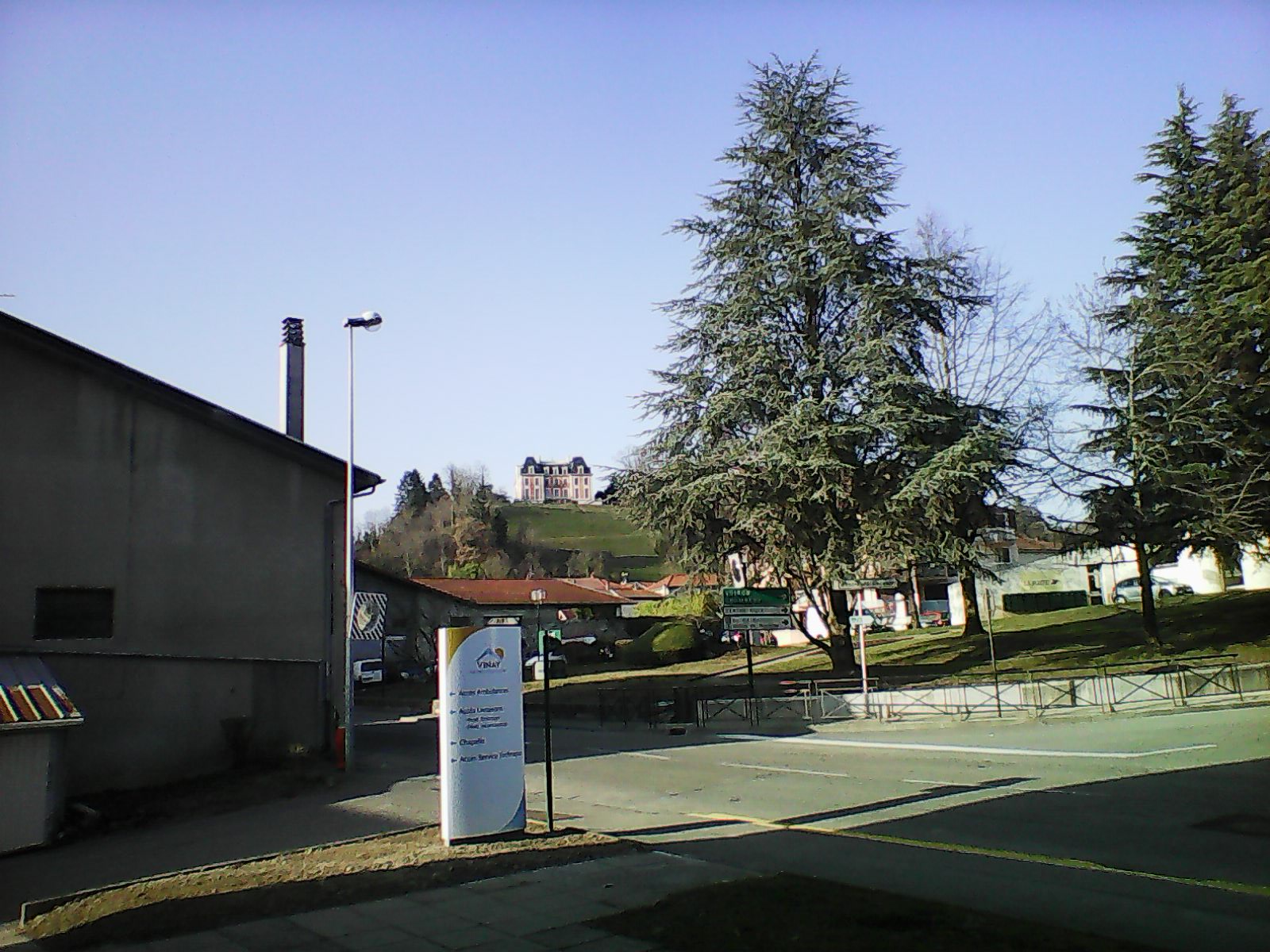
Château de Vinay depuis l'hôpital
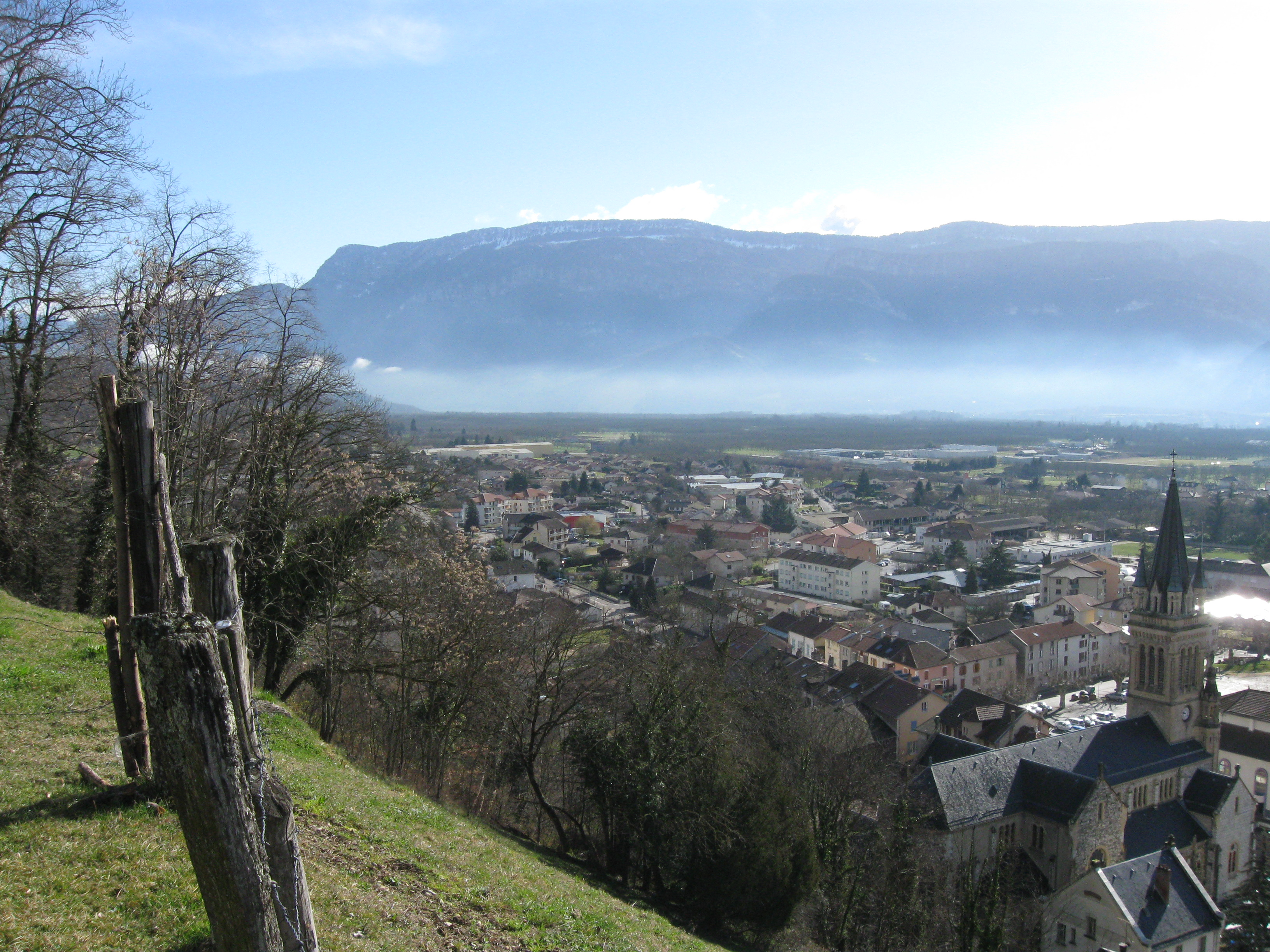
Vinay et le massif du Vercors
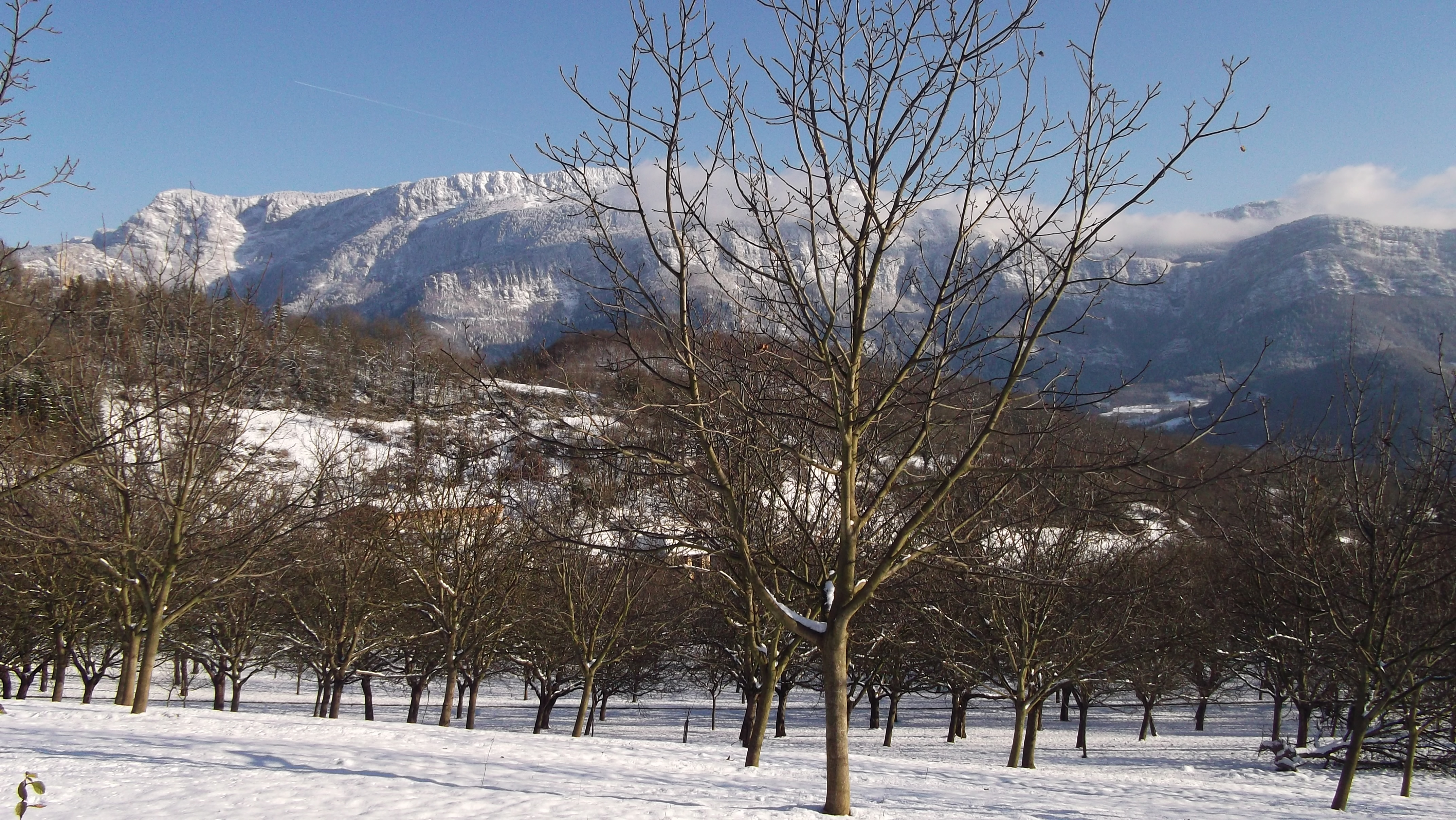
Vinay et ses noyeraies sous la neige, en hiver
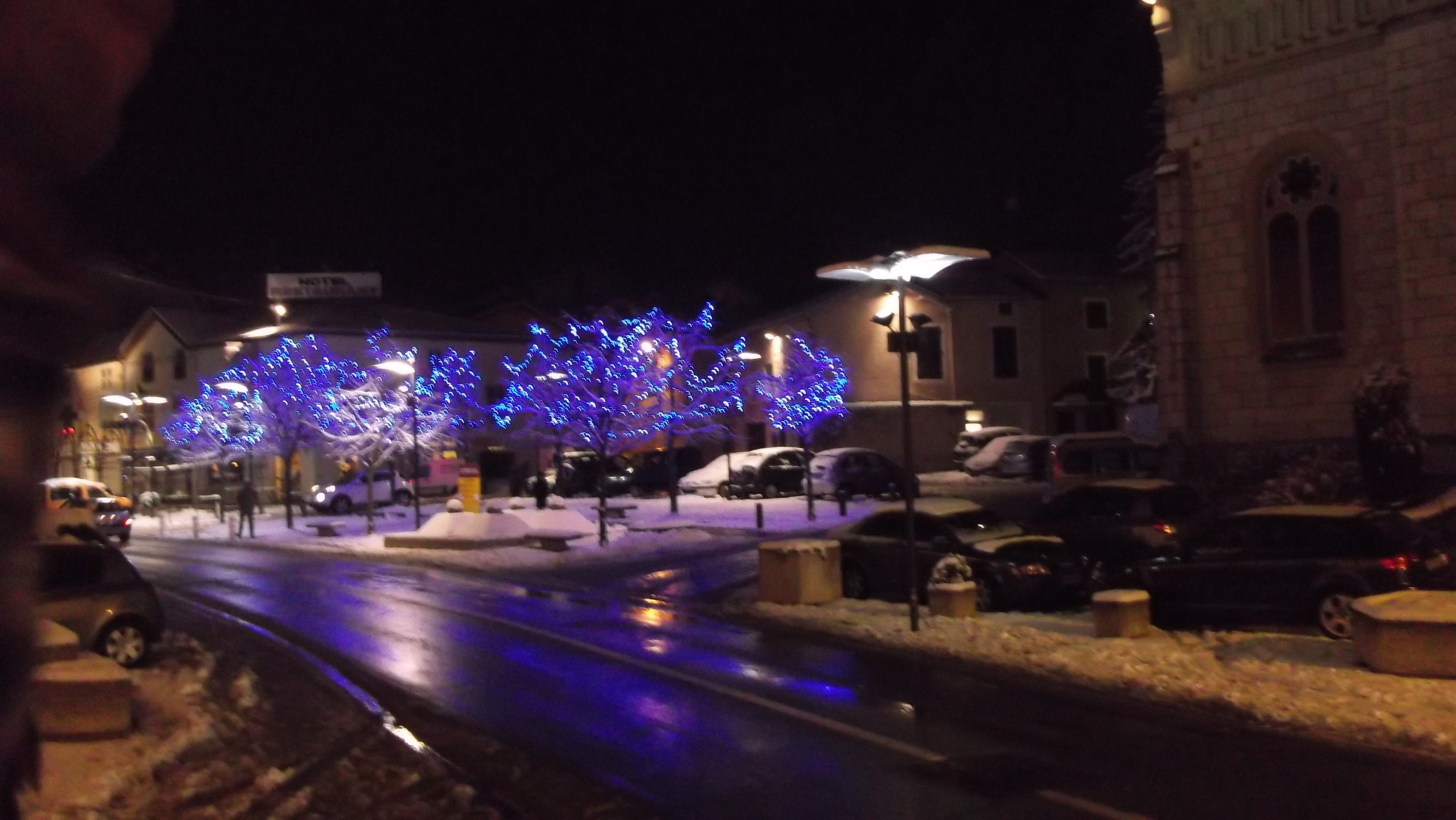
Vinay durant les fêtes de fin d'année
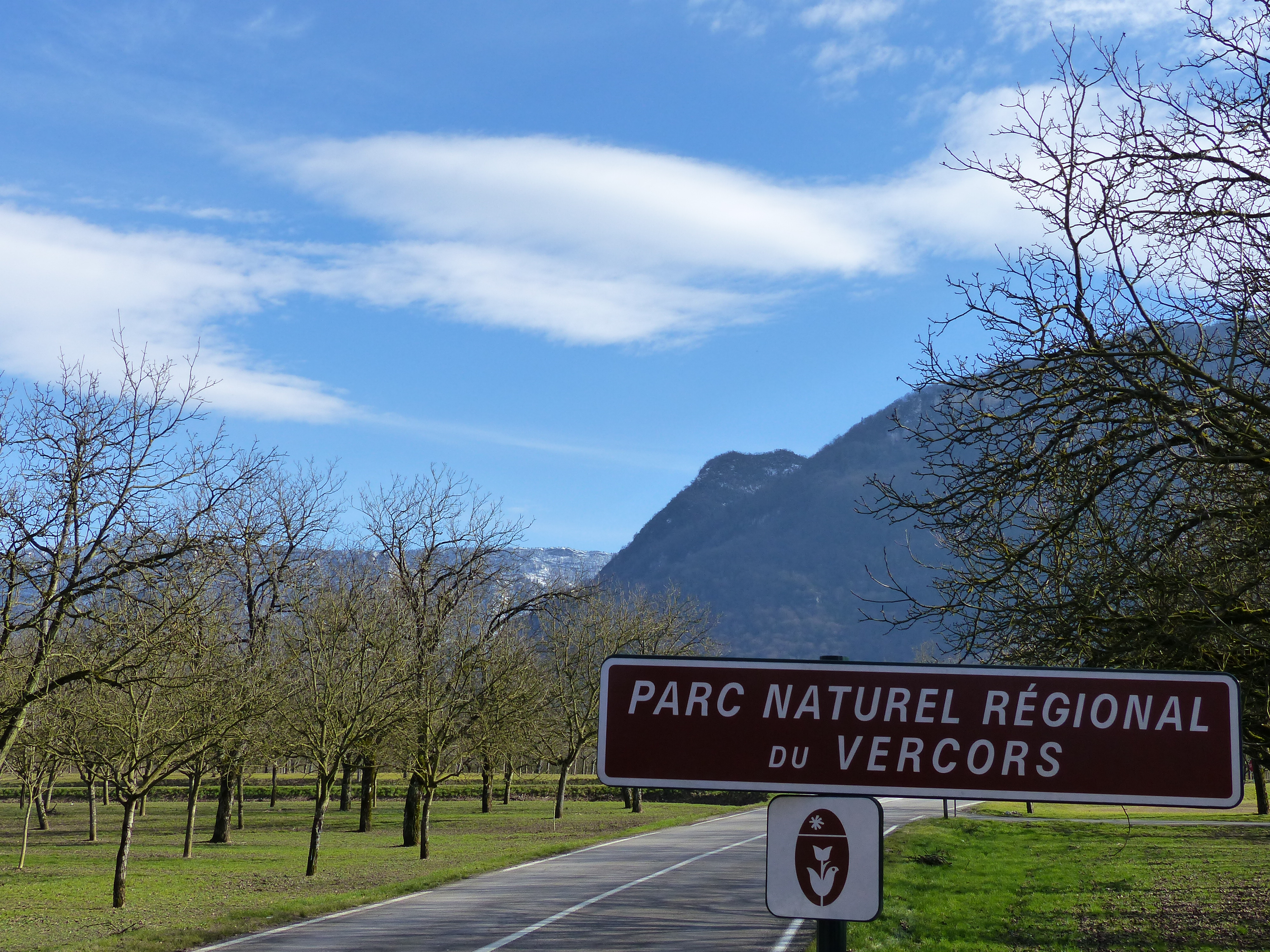
Vinay, ville porte du Parc du Vercors

### Climat
Pour des articles plus généraux, voir Climat d'Auvergne-Rhône-Alpes et Climat de l'Isère.
En 2010, le climat de la commune est de type climat des marges montagnardes, selon une étude du Centre national de la recherche scientifique s'appuyant sur une série de données couvrant la période 1971-2000. En 2020, Météo-France publie une typologie des climats de la France métropolitaine dans laquelle la commune est exposée à un climat de montagne ou de marges de montagne et est dans la région climatique Alpes du nord, caractérisée par une pluviométrie annuelle de 1 200 à 1 500 mm, irrégulièrement répartie en été.
Pour la période 1971-2000, la température annuelle moyenne est de 11,9 °C, avec une amplitude thermique annuelle de 18,1 °C. Le cumul annuel moyen de précipitations est de 974 mm, avec 9,6 jours de précipitations en janvier et 6,4 jours en juillet. Pour la période 1991-2020, la température moyenne annuelle observée sur la station météorologique de Météo-France la plus proche, « Chatte_sapc », sur la commune de Chatte à 12 km à vol d'oiseau, est de 12,0 °C et le cumul annuel moyen de précipitations est de 967,8 mm,. Pour l'avenir, les paramètres climatiques de la commune estimés pour 2050 selon différents scénarios d'émission de gaz à effet de serre sont consultables sur un site dédié publié par Météo-France en novembre 2022.

#### Températures minimales et maximales enregistrées en 2012, 2014 et 2016
- 2012

| Mois                              | jan. | fév. | mars | avril | mai  | juin | jui. | août | sep. | oct. | nov. | déc. |
| --------------------------------- | ---- | ---- | ---- | ----- | ---- | ---- | ---- | ---- | ---- | ---- | ---- | ---- |
| Température minimale moyenne (°C) | 0    | −4,7 | 2,3  | 7     | 10,6 | 14,6 | 15,1 | 15,5 | 11,5 | 8,5  | 3,6  | 0,1  |
| Température maximale moyenne (°C) | 7,2  | 4,2  | 18,4 | 17,6  | 23,4 | 26,9 | 27,7 | 29,5 | 23,2 | 18,1 | 12   | 6,6  |

- 2014

| Mois                              | jan. | fév. | mars | avril | mai  | juin | jui. | août | sep. | oct. | nov. | déc. |
| --------------------------------- | ---- | ---- | ---- | ----- | ---- | ---- | ---- | ---- | ---- | ---- | ---- | ---- |
| Température minimale moyenne (°C) | 1,1  | 2    | 2,7  | 6,8   | 9,2  | 13,9 | 15,1 | 14,3 | 12,1 | 12,6 | 5    | 1,4  |
| Température maximale moyenne (°C) | 8,9  | 11,3 | 12,1 | 16,4  | 19,9 | 27,6 | 24,8 | 25,5 | 24,4 | 21,3 | 13,7 | 7,9  |

- 2016

| Mois                              | jan. | fév. | mars | avril | mai  | juin | jui. | août | sep. | oct. | nov. | déc. |
| --------------------------------- | ---- | ---- | ---- | ----- | ---- | ---- | ---- | ---- | ---- | ---- | ---- | ---- |
| Température minimale moyenne (°C) | 1,6  | 3    | 2,3  | 7,1   | 9,5  | 14,5 | 15,7 | 14,6 | 12,9 | 6,5  | 3,9  | −3,8 |
| Température maximale moyenne (°C) | 9,2  | 11,3 | 13,4 | 17,1  | 21,3 | 25,8 | 28,8 | 29,1 | 26,6 | 16,8 | 11,6 | 6,6  |

### Hydrographie
Le territoire communal est sillonné de plusieurs cours d'eau  une rivière et quelques rus ou ruisseaux qui sont tous ses affluents et dont on peut découvrir la liste, ci-dessous :
- Le principal cours d'eau est l'Isère, rivière qui borde le sud du territoire communal.
- Le ruisseau du Tréry est un torrent qui partage le territoire de la commune en son centre et qui a donné son nom à un établissement médico-social.
- Le ruisseau du Vézy est un torrent situé au sud-ouest de la commune.

### Transports

#### Transport ferroviaire

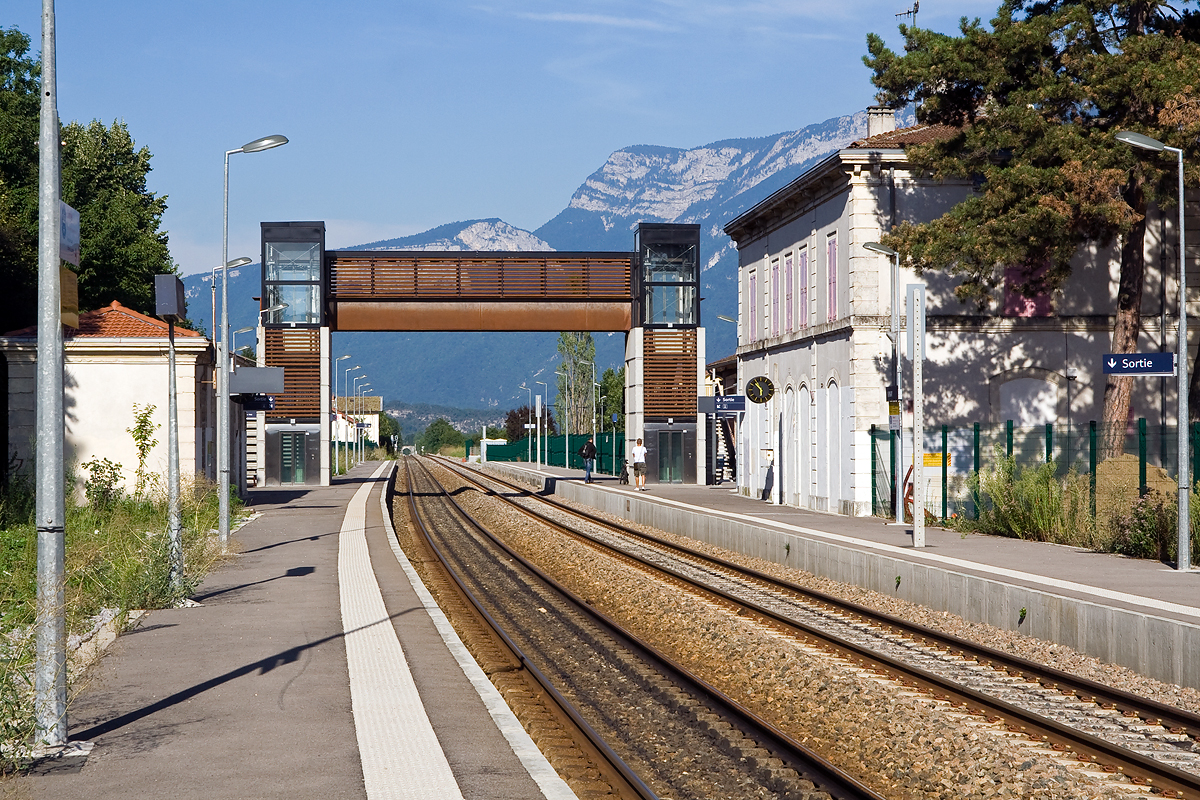
La gare de Vinay : les quais et les voies

Positionnée au sud du bourg central, la gare SNCF de Vinay est située au point kilométrique 57,984 de la ligne de Valence à Moirans. Son altitude est de 263 m.

##### Aménagements successifs de la desserte ferroviaire de Vinay
La ligne qui dessert la gare de Vinay fut mise en service sur la totalité de sa longueur par la compagnie PLM le 9 mai 1864. En 1959, la portion de ligne de Romans à Moirans est mise à voie unique, avec dépose de la deuxième voie.
À partir de 2007, de gros travaux de rénovation sont mis en œuvre: la ligne est totalement interrompue du 9 juillet au 10 août 2007 puis à nouveau du 16 juin au 29 août 2008 sur la section entre Romans et Moirans. Ces travaux ont notamment permis la mise en place de l'horaire cadencé sur les liaisons Valence - Grenoble - Annecy et sur Saint-Marcellin - Grenoble - Chambéry à partir du 09 décembre 2007. Du 30 mai au 6 septembre 2009, une nouvelle interruption totale de trafic entre Romans et Moirans est nécessaire afin de finaliser la modernisation et la remise à double voie de la section de ligne. Enfin la ligne fut interrompue pendant une année complète, de décembre 2012 à décembre 2013, à l'occasion des travaux d'électrification de la ligne.
La ligne comporte plusieurs types de trafic. Les circulations TER s'élèvent à environ 50 trains entre Saint-Marcellin et Moirans.

### Voies routières

Le tracé de l'autoroute A 49.

#### La route départementale 1092
La route départementale: RD 1092 dénommée ainsi entre Romans et Voiron se dénommait avant son déclassement en route nationale 92. Cette ancienne route reliait Genève à Valence jusqu'en 1974 et traverse le bourg de Vinay du nord-ouest vers le sud-est.

#### L'autoroute A49
L’autoroute A 49 qui traverse le territoire de la commune est une voie routière à grande circulation, qui relie Romans (Valence) à Grenoble. Elle a été mise en service définitivement en 1992.
- 10 Vinay à : Vinay

Pour se rendre à Vinay, il faut emprunter la sortie no 10 « Vinay » au-delà de la barrière de péage de Chatuzange-le-Goubet dans le sens Valence-Grenoble et au-delà de la barrière de péage de Voreppe dans le sens Grenoble-Valence.

## Urbanisme

### Typologie
Au 1er janvier 2024, Vinay est catégorisée bourg rural, selon la nouvelle grille communale de densité à sept niveaux définie par l'Insee en 2022.
Elle appartient à l'unité urbaine de Saint-Marcellin, une agglomération intra-départementale regroupant huit  communes, dont elle est ville-centre,,. Par ailleurs la commune fait partie de l'aire d'attraction de Grenoble, dont elle est une commune de la couronne,. Cette aire, qui regroupe 204 communes, est catégorisée dans les aires de 700 000 habitants ou plus (hors Paris),.

### Occupation des sols
L'occupation des sols de la commune, telle qu'elle ressort de la base de données européenne d’occupation biophysique des sols Corine Land Cover (CLC), est marquée par l'importance des territoires agricoles (60,6 % en 2018), en diminution par rapport à 1990 (70,7 %). La répartition détaillée en 2018 est la suivante : 
zones agricoles hétérogènes (32,6 %), cultures permanentes (26,9 %), forêts (23,2 %), zones urbanisées (15,8 %), prairies (1,2 %), eaux continentales (0,4 %). L'évolution de l’occupation des sols de la commune et de ses infrastructures peut être observée sur les différentes représentations cartographiques du territoire : la carte de Cassini (XVIIIe siècle), la carte d'état-major (1820-1866) et les cartes ou photos aériennes de l'IGN pour la période actuelle (1950 à aujourd'hui).

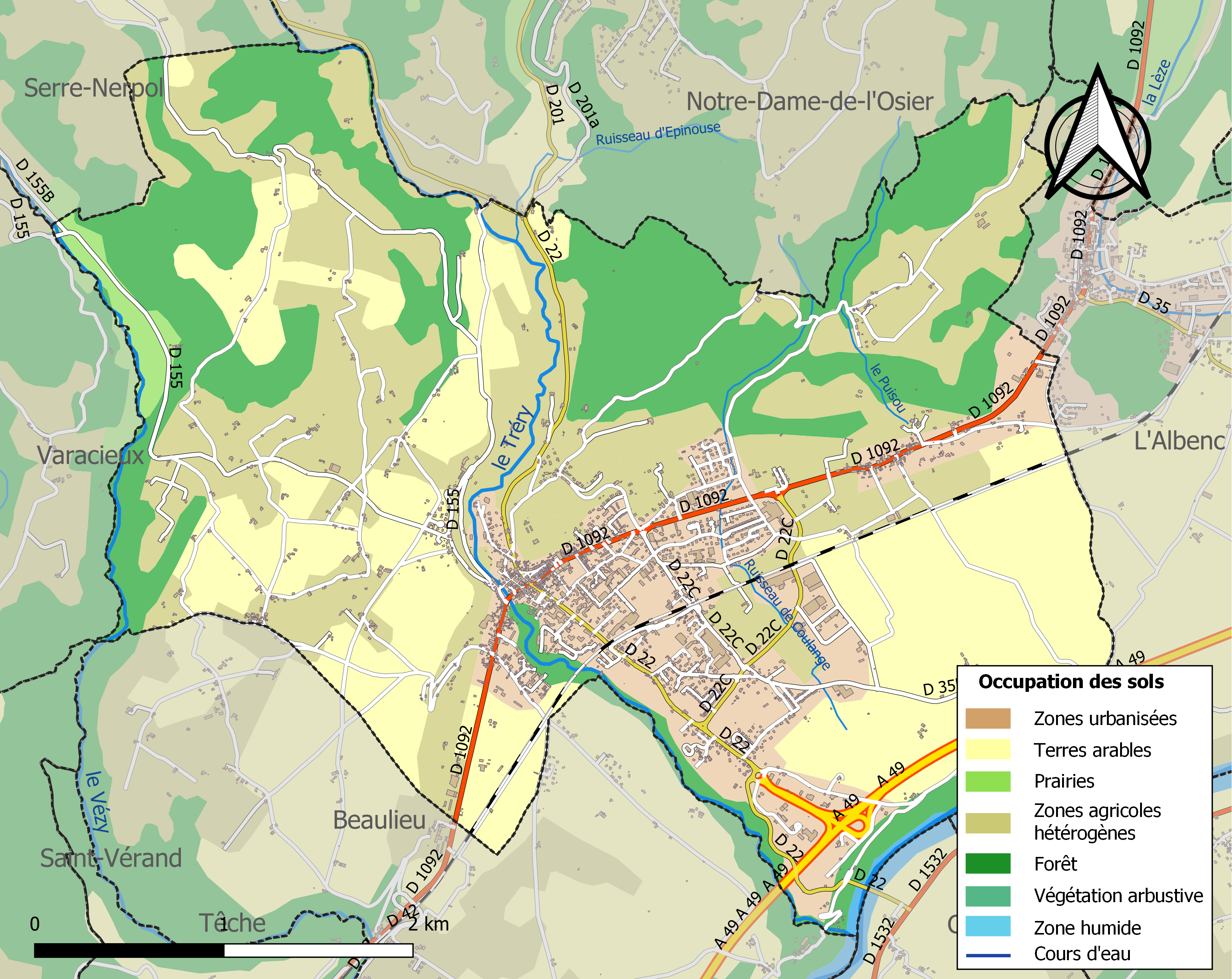
Carte des infrastructures et de l'occupation des sols de la commune en 2018 (CLC).

### Hameaux, lieux-dits et écarts
Vinay, situé dans la basse vallée de l'Isère, comprend un bourg central dont le positionnement est assez éloigné des berges de la rivière mais aussi quelques hameaux et lieux-dits épars dont certains ont évolué en quartier de la commune au gré de l'urbanisation constante de celle-ci, notamment durant le siècle dernier.
Voici, ci-dessous, la liste la plus complète possible des divers hameaux, quartiers et lieux-dits résidentiels urbains comme ruraux qui composent le territoire de la commune de Vinay, présentés selon les références toponymiques fournies par le site géoportail de l'Institut géographique national :
- Patrassière
- les Bernards
- Tusenat
- la Routeyre
- Lardenière
- Mayoussière
- le Ganté
- Pataudière
- Brossetière
- Cordière
- Bouchetière
- le Devers
- Trellins et Serre de Trellins
- Combe rouge
- Combe des Orris
- Combe de Bessilas
- la Queue du Loup
- Buissonière
- les Quatre Vies
- Vézy
- la Plaine
- les Cités
- la Vendée
- l'Érinée
- Révolière
- les levées (zone d'activité)
- Gérifondière
- l'Allégrerie
- Pacca
- Tréry
- Messemat
- la Blache
- la Draye
- le Reyat
- le Sabot
- Barolière

### Risques naturels et technologiques

#### Risques sismiques
La totalité du territoire de la commune de Vinay est situé en zone de sismicité n°4 (sur une échelle de 1 à 5), en limite de la zone n°3 qui se situe à l'ouest du territoire communal ainsi que pour l'ensemble du département de l'Isère.
| Type de zone | Niveau            | Définitions (bâtiment à risque normal) |
| ------------ | ----------------- | -------------------------------------- |
| Zone 4       | Sismicité moyenne | accélération = 1,6 m/s2                |

## Histoire
Pour un article plus général, voir Histoire de l'Isère.

### La Préhistoire et l'Antiquité
Durant la période antique, la région de Vinay et le nord de l'actuel département de l'Isère est progressivement occupée par les allobroges, peuple gaulois venu du nord de l'Italie et d'Helvétie, conquis par Rome. Ils développent une civilisation métissée avec les peuples vivant sur place, civilisation marquée par l'agriculture et la métallurgie.

### Le Moyen Âge

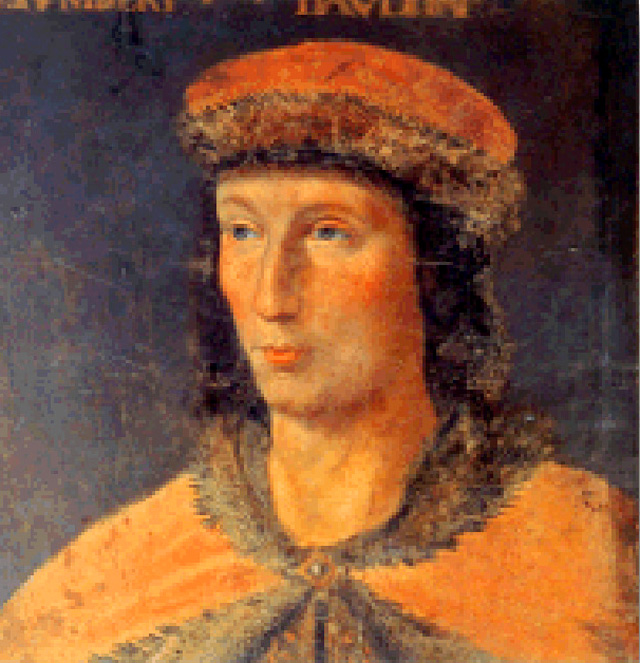
Le Dauphin Humbert II de Viennois, le dernier des dauphins du Viennois

Au XIIe siècle, les comtes d'Albon prirent le titre de dauphins de Viennois. Le comté d'Albon prit alors le titre de Dauphin.
Le Dauphiné comptait alors un grand nombre de seigneurs locaux dont la prestigieuse famille de La Tour-du-Pin, du nom d'un important bourg et château situé dans le nord de l'actuel département de l'Isère.
Berlion de La Tour, seigneur de Vinay, fils d'Albert 1er de La-Tour-du-Pin et frère d'Albert II de La Tour du Pin, est le premier de sa branche à revendiquer le titre de seigneur de Vinay.
Le bulletin de l'Académie delphinale signale qu'un traité de paix a été signé entre Berlion de la Tour, seigneur de Vinay, et Odobert, seigneur de Chateauneuf, a été signé en 1249
Henri 1er de La Tour-du-Pin-Vinay, sire de Vinay, né vers 1260, décède en 1325 à l’âge probable de 65 ans. Son fils sera Hugues Ier, dit Turpin de La-Tour-du-Pin-Vinay.
Le dernier des dauphins indépendants, dénommé Humbert II de Viennois, dépensa des sommes considérables jusqu'à ne plus pouvoir s'acquitter de ses dettes. Il se trouva d'autre part sans héritier, son fils étant mort à l'âge de deux ans. Philippe VI tire alors profit de cette situation et après de nombreux et longs pourparlers, le dauphin céda le Dauphiné au royaume de France le 30 mars 1349, par le traité de Romans, habilement négocié par son protonotaire, Amblard de Beaumont.
En contrepartie, le fils du roi de France devait dorénavant prendre le titre de dauphin et la France reconnaître l’autonomie de la province.

## Politique et administration

### Liste des maires
| Période                                  | Période               | Identité         | Étiquette | Qualité |
| ---------------------------------------- | --------------------- | ---------------- | --------- | --- |
| 1929                                     | 1933 (décès)          | Cyprien Jullin   | Rad.      | Conseiller général du canton de Vinay (1924 → 1933) |
| 1933                                     | 1941                  | François Jolivot | Rad.      | Conseiller général du canton de Vinay (1933 → 1940) |
| 1941                                     | 1944                  | Paul Detroyat    |           | Cultivateur |
| Les données manquantes sont à compléter. |                       |                  |           | |
| ?                                        | 1966 (décès)          | Paul Martinais   | SFIO      | Agriculteur Conseiller général du canton de Vinay (1945 → 1966) |
| 1966                                     | 1982[réf. nécessaire] | Marcel Carlin    | SI        | Conseiller général du canton de Vinay (1966 → 1992) |
| 1982                                     | mars 2008             | Jean-Claude Coux | app. PCF  | Entrepreneur Conseiller général du canton de Vinay (1998 → 2015) |
| mars 2008                                | 2020                  | Laura Bonnefoy   | DVD       | Médecin généraliste en retraite Conseillère départementale du canton du Sud Grésivaudan (2015 → 2021) Vice-présidente du conseil départemental de l'Isère (2015 → 2021) |
| mai 2020                                 | En cours              | Philippe Rosaire | DVC       | |
| Les données manquantes sont à compléter. |                       |                  |           | |

### Jumelages
La ville est jumelée avec :
- San Possidonio (Italie) depuis 2013[26].

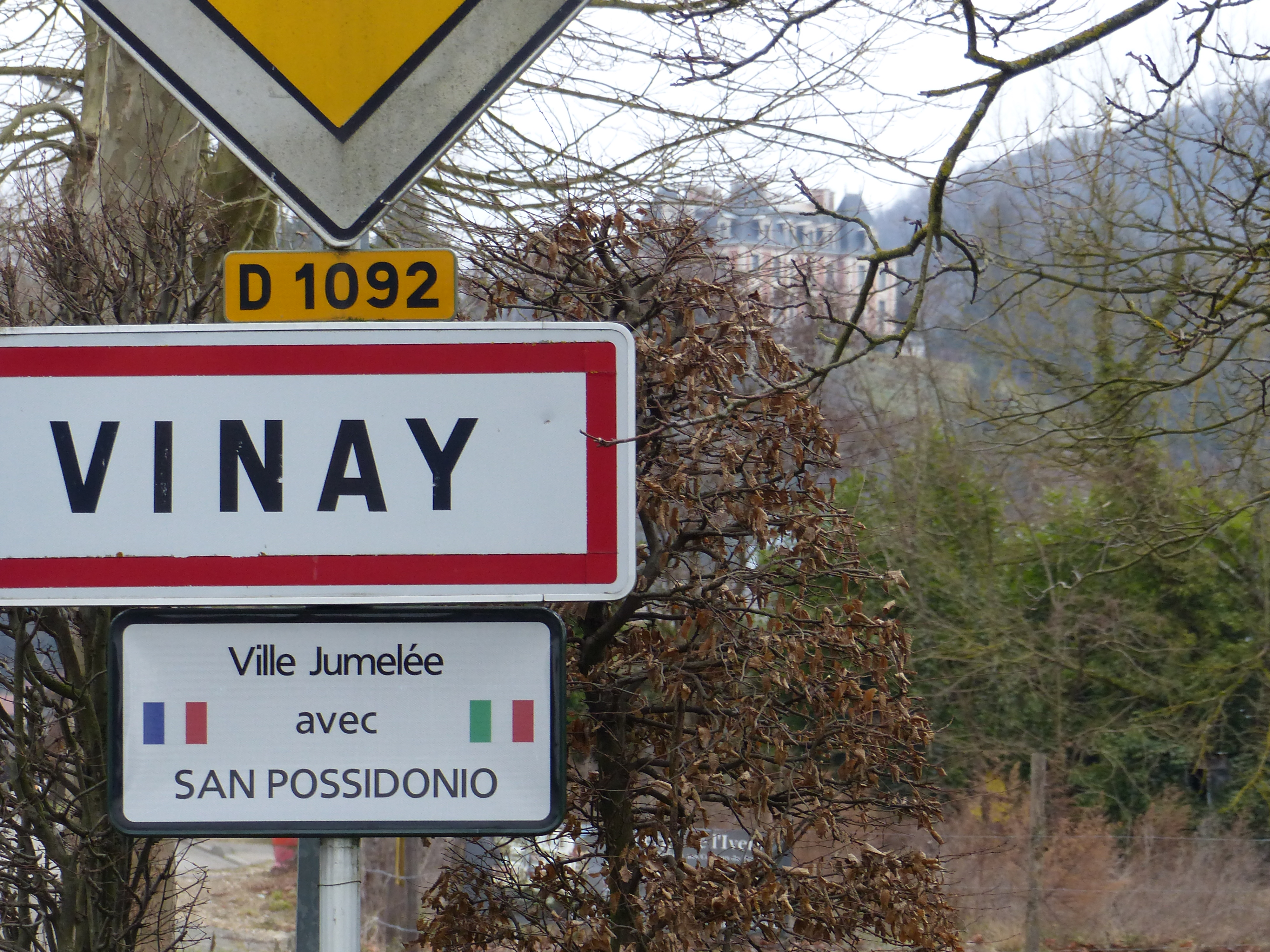
Panneau d'entrée de la ville

La charte de jumelage a été signée à Vinay en juin 2013. Une cérémonie officielle s'est déroulée le 14 mai 2016 à San Possidonio,.
San Possidonio est une commune italienne de la province de Modène dans la région Émilie-Romagne en Italie. Cette ville, d'une taille similaire à celle de Vinay est située dans la Plaine du Pô (« Val Padana », « Pianura Padana » ou « Pianura del Pò », en italien)

## Population et société

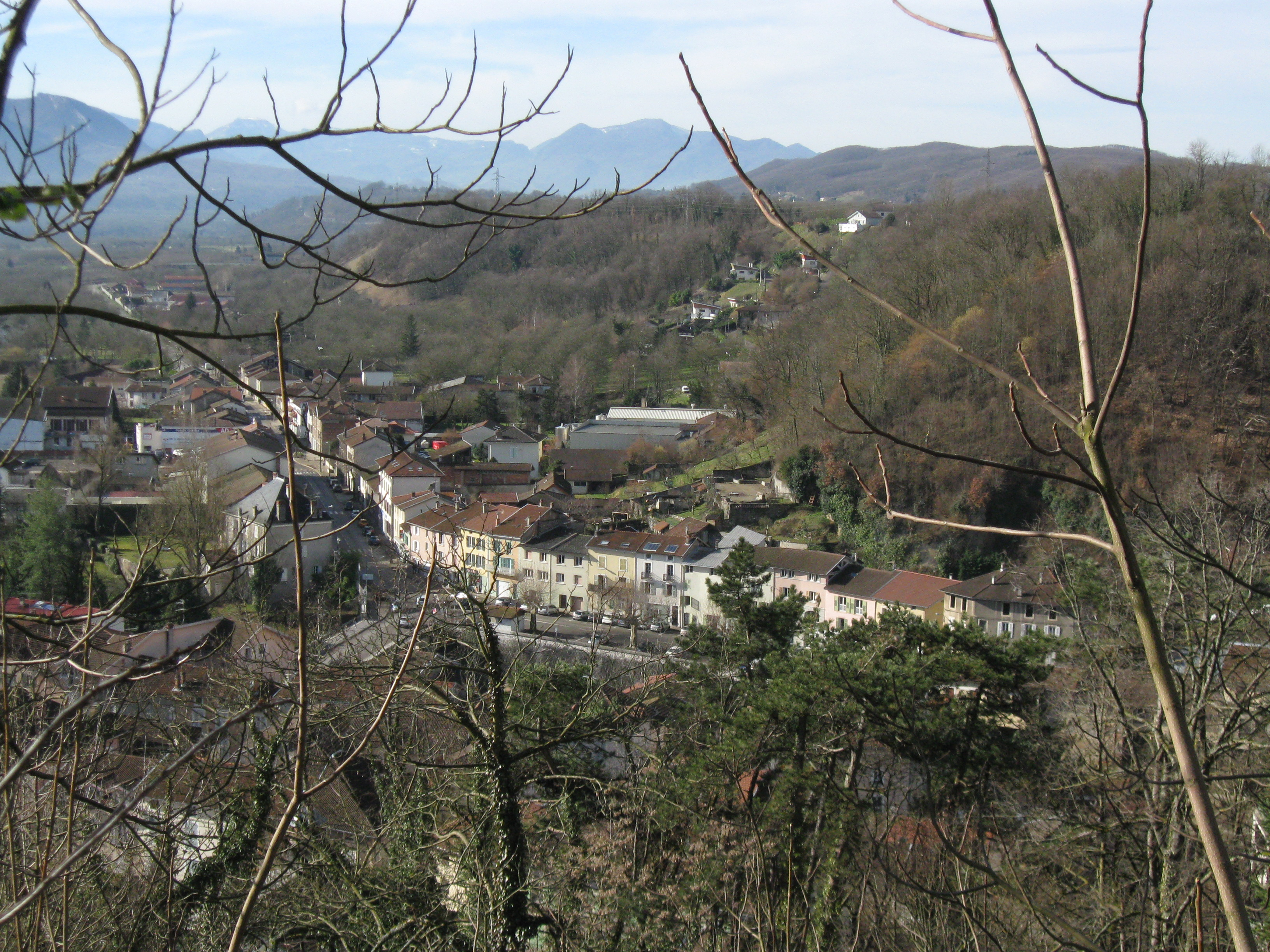
Vue générale de Vinay depuis le Mont Vinay

### Démographie
L'évolution du nombre d'habitants est connue à travers les recensements de la population effectués dans la commune depuis 1793. Pour les communes de moins de 10 000 habitants, une enquête de recensement portant sur toute la population est réalisée tous les cinq ans, les populations de référence des années intermédiaires étant quant à elles estimées par interpolation ou extrapolation. Pour la commune, le premier recensement exhaustif entrant dans le cadre du nouveau dispositif a été réalisé en 2005.

En 2022, la commune comptait 4 449 habitants, en évolution de +5,5 % par rapport à 2016 (Isère : +3,07 %, France hors Mayotte : +2,11 %).
| 1793  | 1800  | 1806  | 1821  | 1831  | 1836  | 1841  | 1846  | 1851  |
| ----- | ----- | ----- | ----- | ----- | ----- | ----- | ----- | ----- |
| 2 379 | 2 602 | 2 618 | 3 131 | 3 490 | 3 343 | 3 351 | 3 386 | 3 429 |

| 1856  | 1861  | 1866  | 1872  | 1876  | 1881  | 1886  | 1891  | 1896  |
| ----- | ----- | ----- | ----- | ----- | ----- | ----- | ----- | ----- |
| 3 330 | 3 377 | 3 215 | 2 990 | 2 842 | 2 758 | 2 792 | 2 585 | 2 684 |

| 1901  | 1906  | 1911  | 1921  | 1926  | 1931  | 1936  | 1946  | 1954  |
| ----- | ----- | ----- | ----- | ----- | ----- | ----- | ----- | ----- |
| 2 668 | 2 560 | 2 520 | 2 292 | 2 533 | 2 651 | 2 623 | 2 628 | 2 553 |

| 1962  | 1968  | 1975  | 1982  | 1990  | 1999  | 2005  | 2006  | 2010  |
| ----- | ----- | ----- | ----- | ----- | ----- | ----- | ----- | ----- |
| 2 721 | 2 925 | 3 198 | 3 376 | 3 410 | 3 525 | 3 694 | 3 803 | 4 070 |

| 2015  | 2020  | 2022  | - | - | - | - | - | - |
| ----- | ----- | ----- | - | - | - | - | - | - |
| 4 200 | 4 405 | 4 449 | - | - | - | - | - | - |

### Enseignement
La commune est rattachée à l'académie de Grenoble.

### Équipement sportif et culturel

#### Ensemble Harmonique Vinois
Association présente depuis plus de 150 ans à Vinay avec son annuel concert d'hiver qui attire plus de 500 personnes

#### Rugby à XV
Union sportive de Vinay qui évolue, en 2019, en Fédérale 2

### Agenda des festivités culturelles

#### La fête de la Rosière
Cette cérémonie typique des villages d'autrefois est organisée vers la fin du mois d'août de chaque année. Historiquement, le mécène Louis Brun-Faulquier exige par testament qu'il veut « que deux mille francs nets soient annuellement destinés à doter une jeune fille honnête, laborieuse, respectueuse de ses père et mère, jouissant d'une bonne santé et digne à tous égards de l'estime publique. Cette jeune fille ne devra pas avoir moins de dix-huit ans et plus de vingt-et-un ans d'âge ». La première fête de la Rosière fut célébrée en 1892.
En 2015, la 122e rosière est élue par le comité des fêtes de Vinay, sous la haute présidence du père Guicherd, curé de Vinay.
En 2017, la 124e rosière est élue entre les deux scrutins de l'élection présidentielle et les deux scrutins des élections législatives françaises.

Différentes vues de la fête de la Rosière à Vinay
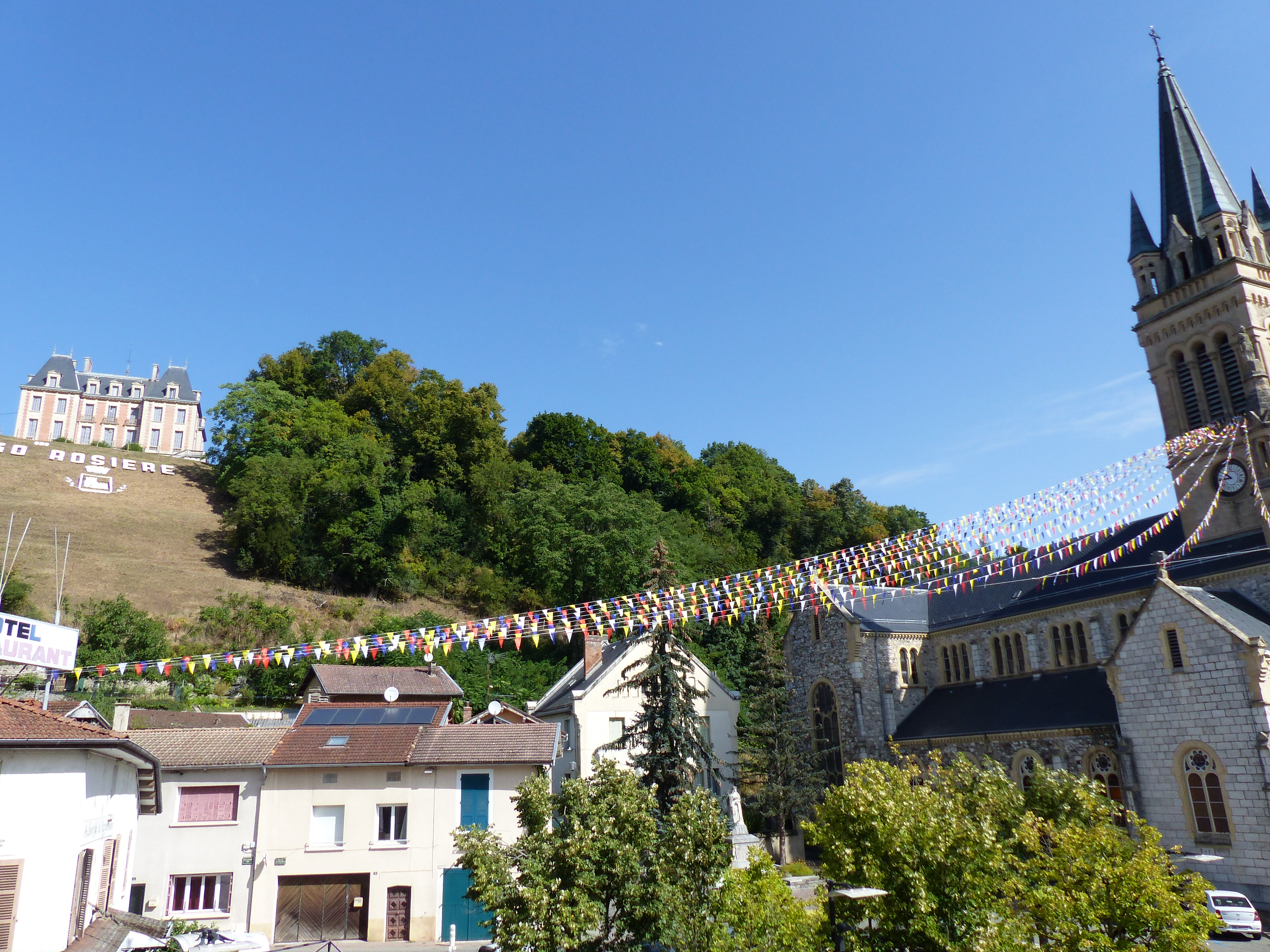
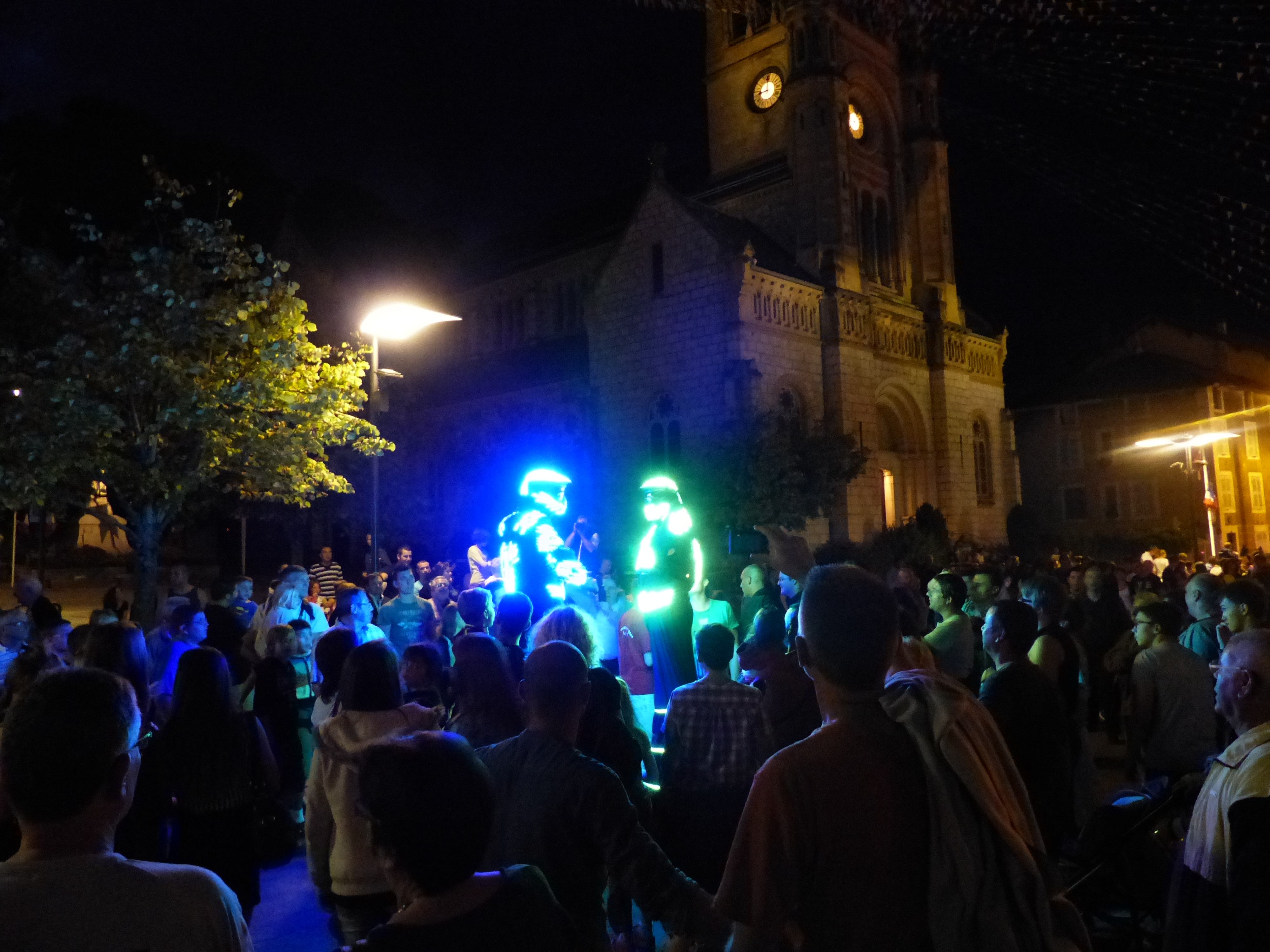
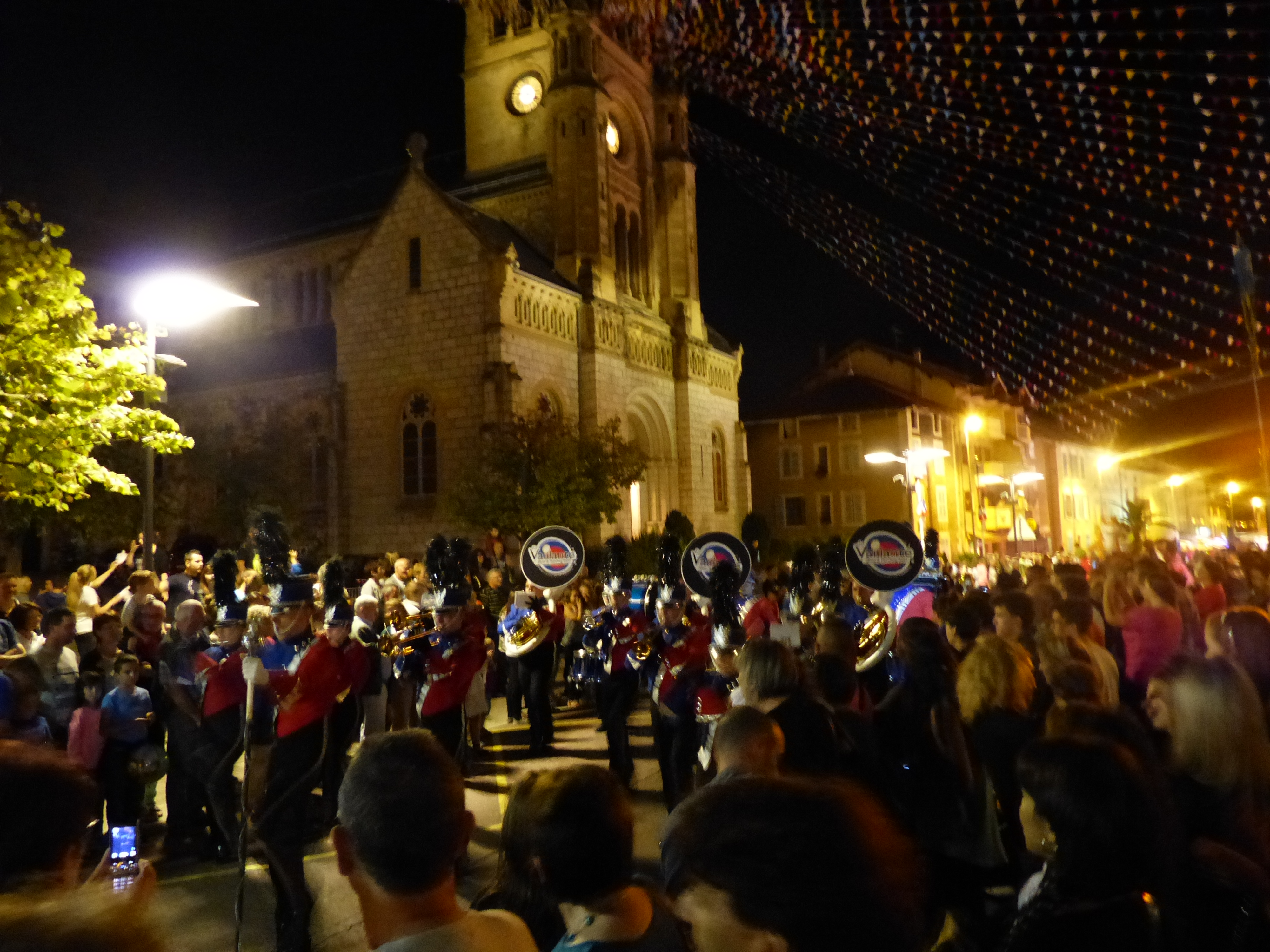
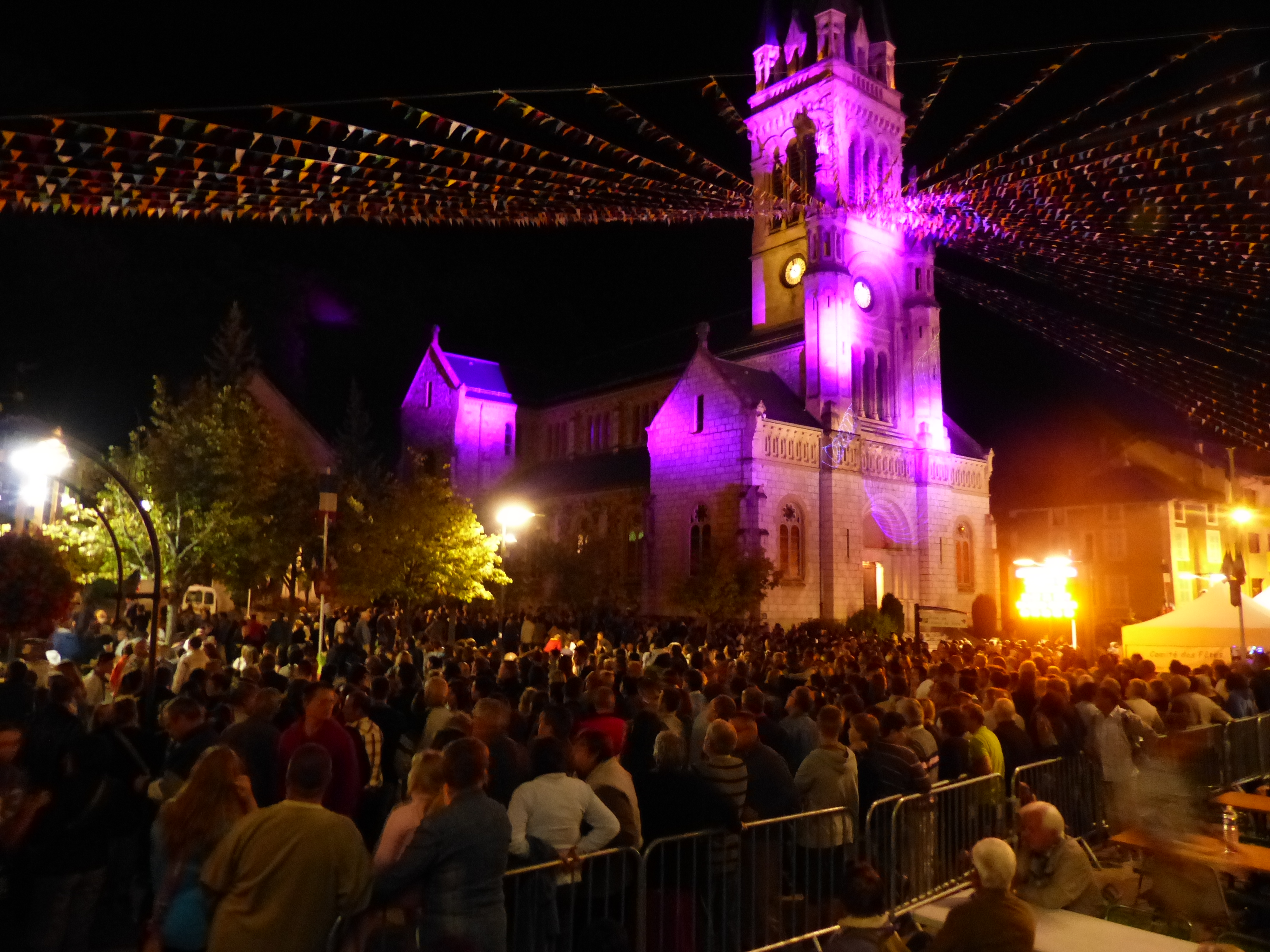

### Médias
Historiquement, le quotidien à grand tirage Le Dauphiné libéré consacre, chaque jour, y compris le dimanche, dans son édition du Sud Grésivaudan, un ou plusieurs articles à l'actualité de la ville et de la communauté de communes, ainsi que des informations sur les éventuelles manifestations locales, les travaux routiers, et autres événements divers à caractère local.
La commune est située sur l'aire de diffusion de la radio Ici Isère, une radio publique également diffusée sur tout le territoire du département de l'Isère.

### Cultes
La communauté catholique et l'église de Vinay (propriété de la commune) sont rattachées à la paroisse Saint-Joseph-des-deux-rives, elle-même rattachée au diocèse de Grenoble-Vienne.

## Économie
Vinay, abrite 173 entreprises, dont la plus grande usine de production de noix d'Europe.

### Le secteur agricole

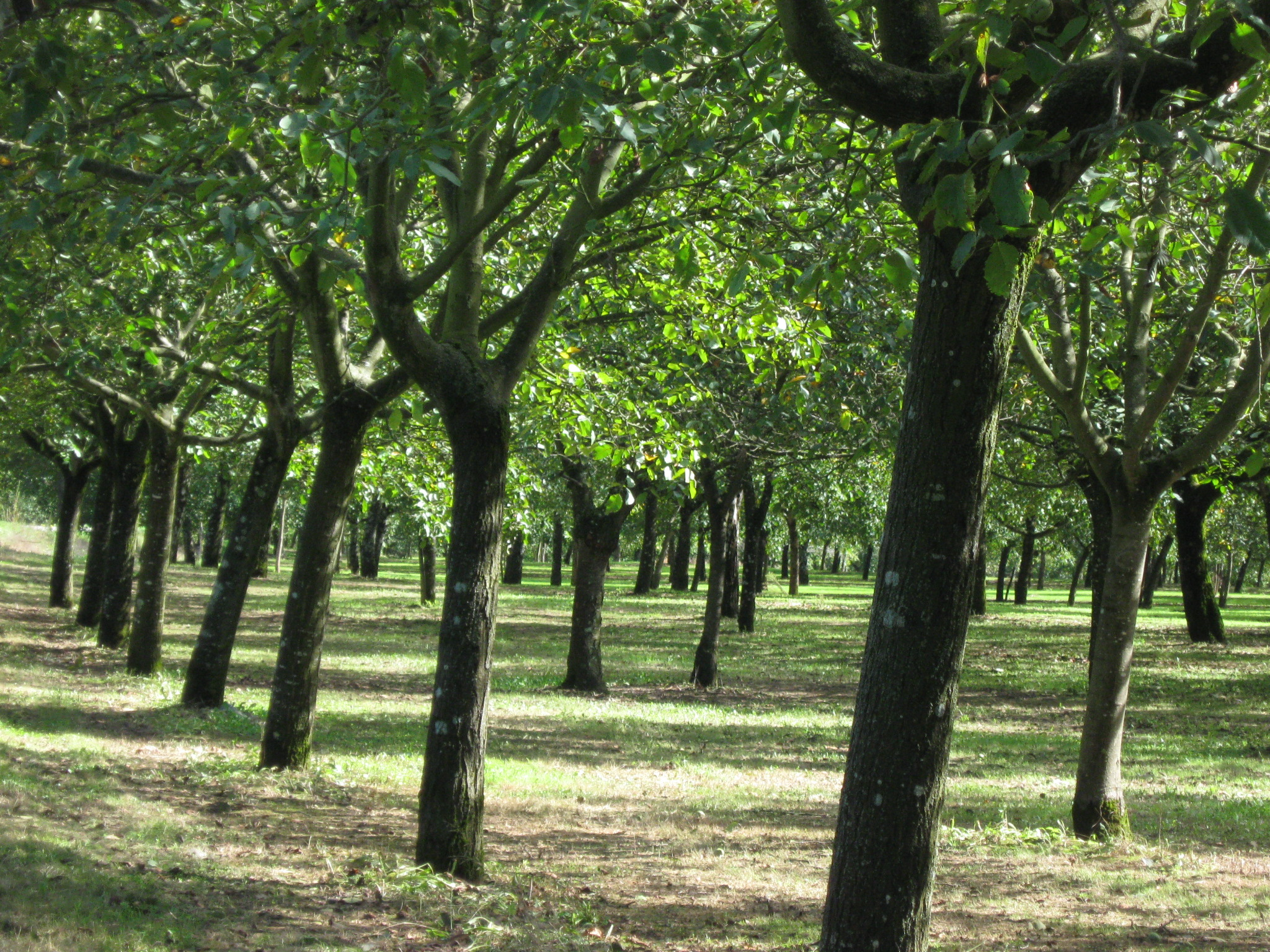
Noyeraie dans le Sud-Grésivaudan

Le Pays de Vinay est le premier producteur de noix de Grenoble ; sa noyeraie couvre une surface de 1 500 hectares, soit 150 000 noyers.
Trois sortes de noix sont cultivées à Vinay : la « mayette », la « franquette » et la « parisienne ».

### Le secteur industriel
Le plus gros employeur de la ville fut pendant très longtemps l'usine de tissage Guéry avant sa fermeture au début des années 1980.
Aujourd'hui desservi par l'A49, Vinay accueille des PME en expansion, parmi lesquelles on peut citer les Ets Cotherm spécialistes des thermostats.

## Culture locale et patrimoine

### Lieux et monuments
- Église Saint-Barthélemy de Vinay.
- Le pont de Trellins :

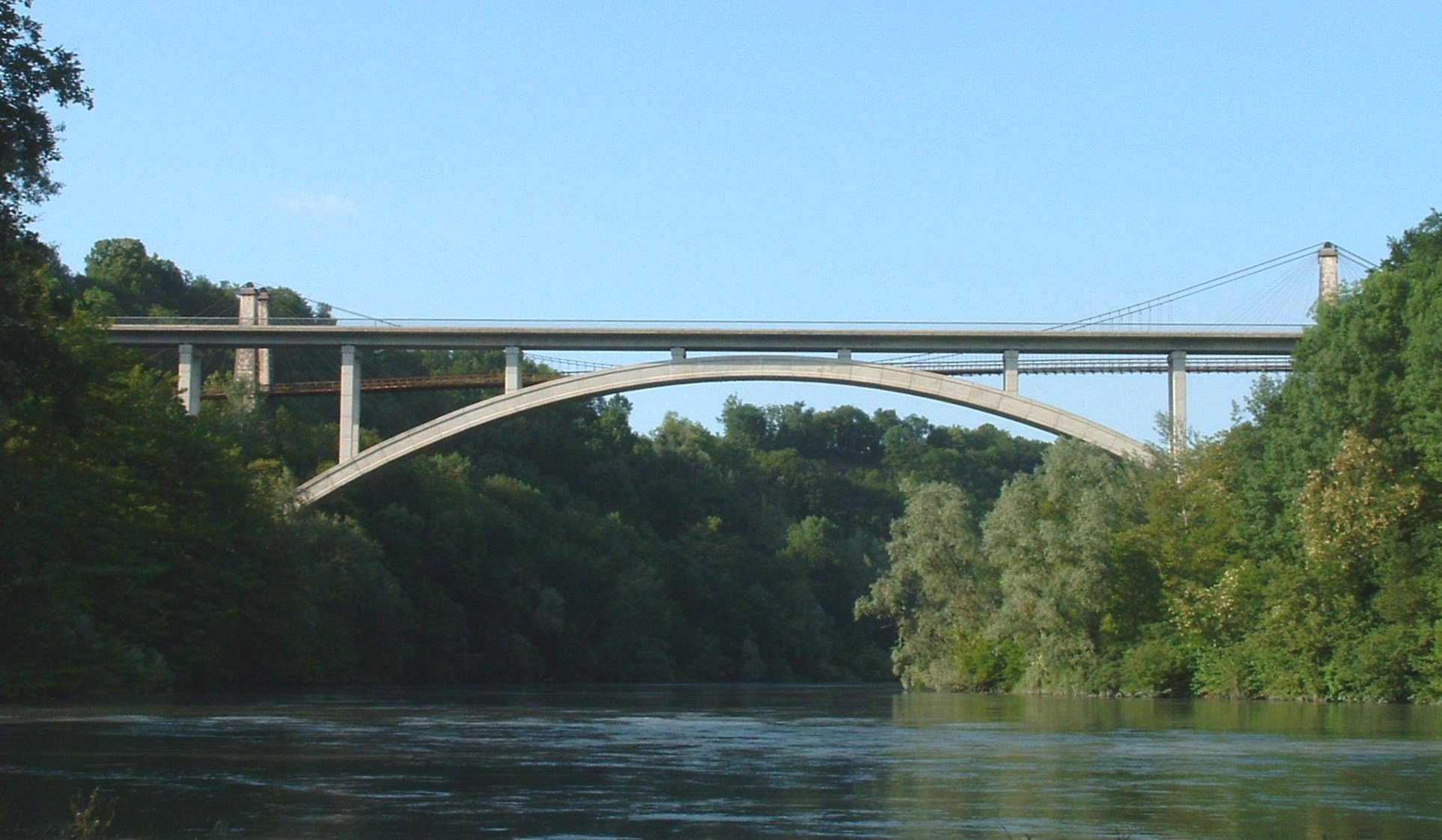
Nouveau pont de Trellins à la fin des travaux

Ce pont franchissant l'Isère a été réalisé en 1986 par l'entreprise « Dragages et Travaux Publics ». Il a été le premier pont en arc en béton armé construit en France suivant la technique de l'encorbellement à partir des massifs de rive avec haubanage provisoire de l'arc. Le tablier en béton précontraint a été mis en place en utilisant la méthode du poussage. Le pont de Trellins a été construit pour remplacer un pont suspendu datant de 1905.

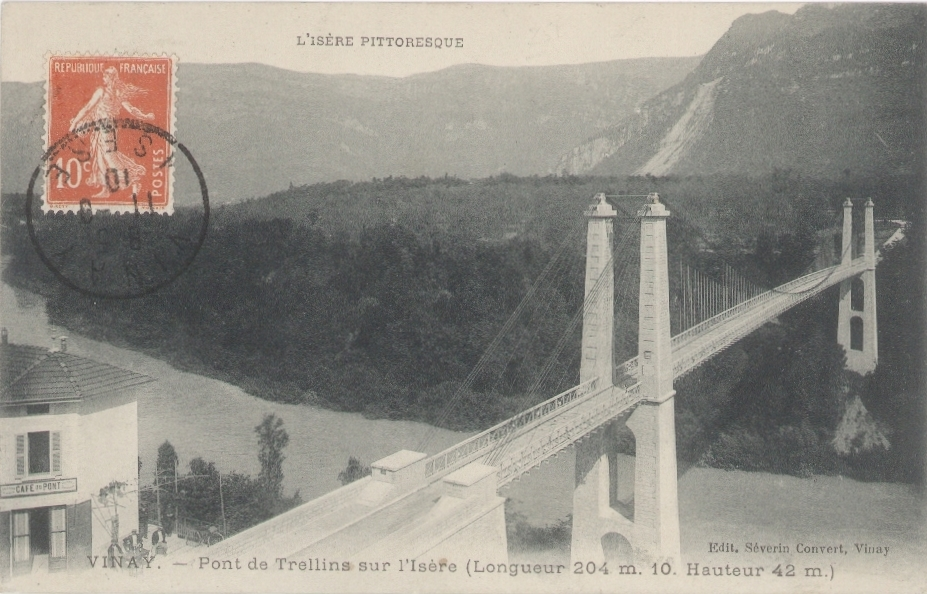
Ancien pont de Trellins

- Le château de Montvinay :

Le château ou « Maison de Montvinay » s'élève à la place d'une ancienne maison forte, démolie en 1874, celle-ci ayant succédé à la fin du XVe siècle à un ancien château delphinal. Situé au centre d'un parc paysager de 7 hectares, le bâtiment actuel a été construit durant les années 1875 et 1876.
Propriété du diocèse de Grenoble jusqu'en 2023, le château appartient dorénavant à la commune de Vinay.
- Le château de la Blache :

Datant du XVIe au XVIIIe siècle, il est en ruine : seulement une tour ronde et des fenêtres à croisée se conservent.

### Patrimoine culturel

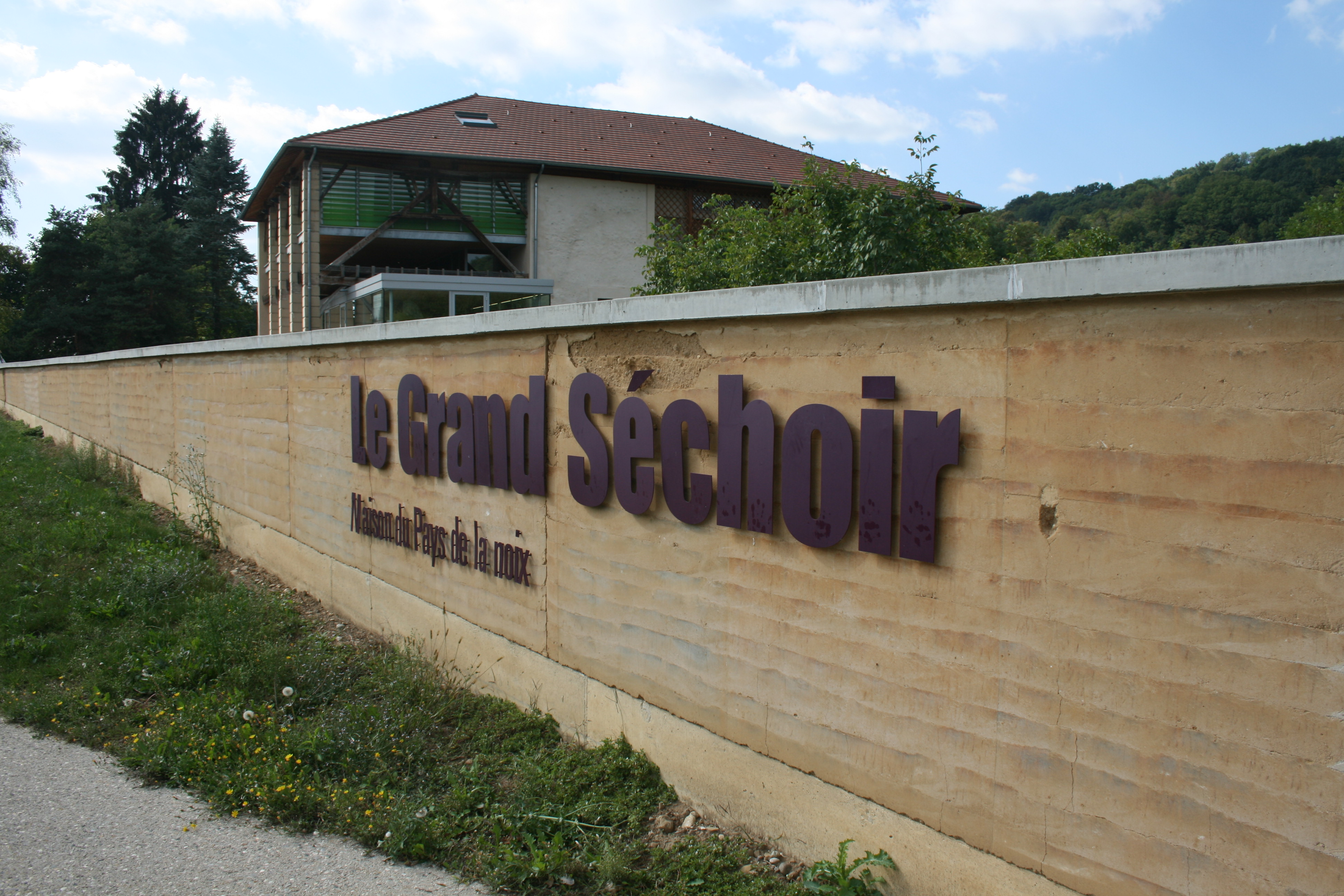
Musée du Pays de la noix : « Grand séchoir »

- « Le Grand Séchoir », Maison du Pays de la noix : musée de la noix de Grenoble.

En 1999, la Communauté de communes de Vinay fait l'acquisition d'une ancienne ferme traditionnelle avec son séchoir à noix, afin de créer une institution locale à vocation culturelle et touristique. Créé sous la forme d'un musée, celui-ci présente sous la forme d'une exposition artistique contemporaine et ludique qui narre l’histoire des hommes et des femmes qui ont fait la renommée de la noix de Grenoble.
Le Grand Séchoir a ouvert ses portes au public le 11 juin 2005 et ferme régulièrement ses portes durant les mois de janvier, les 1er mai et 25 décembre.

### Personnalités liées à la commune
- Laurent Bouvier (1840-1901), peintre et céramiste, y est né.
- Gustave Dupont-Ferrier (1865 - 1956)

Historien (archiviste-paléographe), agrégé d'histoire, docteur ès lettres, professeur au lycée de Lons-le-Saunier, puis dans plusieurs lycées parisiens de renom : le Collège Stanislas, le Collège Sainte-Barbe, le Lycée Buffon et enfin le Lycée Louis-le-Grand, dont il écrivit l'histoire. Membre de l’Académie des inscriptions et belles-lettres.
- Jean Vinay (1907-1978) né à Saint-Marcellin (Isère), il devint "peintre de Paris", ami d' Albert Marquet. Il repose à L'Albenc près de sa mère. Une donation de ses œuvres au département de l'Isère a institué le Musée Jean Vinay à Saint-Antoine-l'Abbaye.
- Le père Jean Fréchet (1935-2011) est décédé à l'hôpital de Vinay.

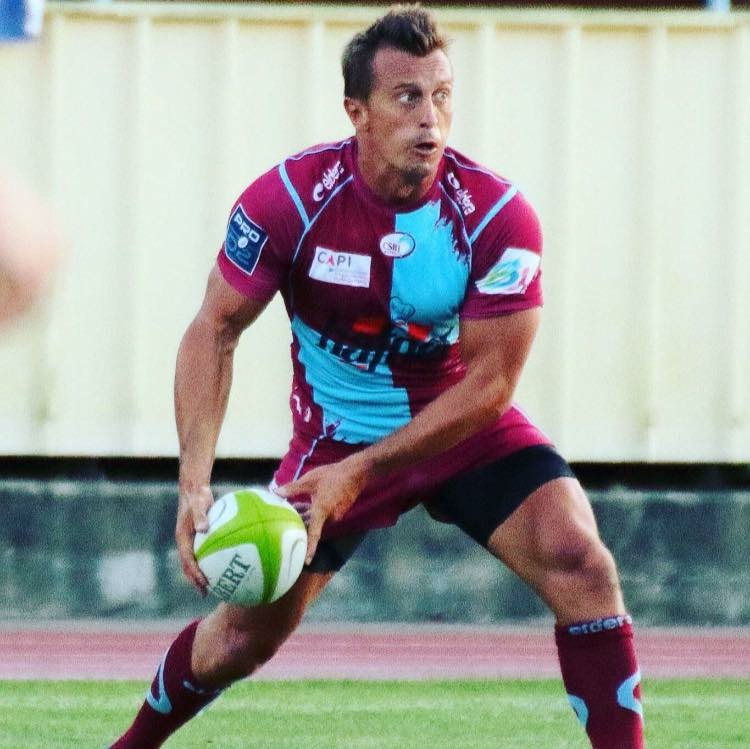
Jean François Coux

- Le commandant Paul Barril (1946 - ), ancien officier de la Gendarmerie nationale, élevé au grade de capitaine, auteur de plusieurs livres sur sa carrière militaire, qui abordent diverses affaires impliquant l'État français. Commandant du GIGN par intérim de 1981 à 1982, il participe avec Christian Prouteau à la création de la cellule antiterroriste de l'Élysée.
- Gilbert Brunat (1958 - 2019), joueur de rugby à XV français qui a glané un joli palmarès au poste de troisième ligne aile ou de talonneur avec les clubs du SO Chambéry, FC Lourdes, FC Aix-les-Bains, FC Grenoble et du CS Bourgoin-Jallieu.
- Jean-François Coux (1980 - ), joueur de rugby à XV français qui a été formé à l’USVinay et joueur de l’équipe fanion ,a joué en équipe de France et au poste d'ailier au sein de l'effectif du grand  CS Bourgoin-Jallieu.

### Vinay au cinéma et à la télévision
Films tournés dans Vinay et son secteur
- 2000 : Les rivières pourpres de Mathieu Kassovitz

Certaines scènes ont été tournées dans l'école des garçons de Vinay
- 2005 : Peindre ou faire l'amour de Arnaud Larrieu

Une scène présente la route du stade qui relie Vinay à Varacieux et on peut découvrir dans ce film de nombreux paysages de la région avoisinant la commune
- 2024 : Anthracite de Fanny Robert et Maxime Berthemy,

Série produite par Netflix. Plusieurs scènes de la série sont tournées à l'intérieur du Château de Montvinay

### Héraldique
| Blason de Vinay | Blason  | De gueules à une tour d'argent ouverte, ajourée et maçonnée de sable, senestrée d'un avant-mur aussi d'argent, ouvert et maçonné de sable, au chef d'or à un dauphin d'azur crété, barbé, loré, peautré et oreillé de gueules. |
| Blason de Vinay | Détails | Le statut officiel du blason reste à déterminer. |